# Hauptstraße 38 (Widdern)

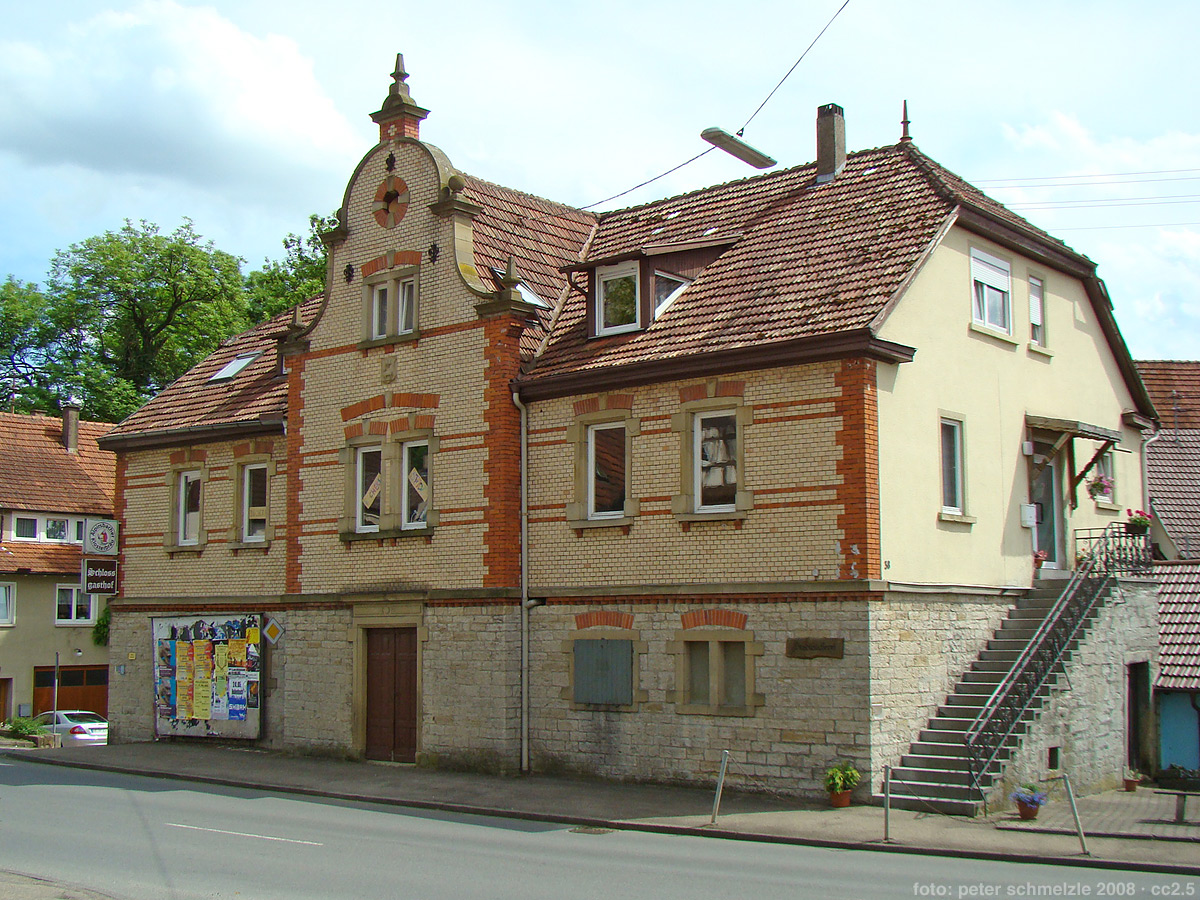
Hauptstraße 38 in Widdern (2008)

Das Gebäude Hauptstraße 38  in Widdern, einer Stadt im Landkreis Heilbronn in Baden-Württemberg, wurde 1898 errichtet. Die ehemalige Kelter und heutiges Rathaus ist ein geschütztes Kulturdenkmal gemäß § 2 des Denkmalschutzgesetzes Baden-Württemberg.
Das zweigeschossige Gebäude mit Halbwalmdach und mittig liegendem Zwerchhaus mit Blendgiebel ist aufwendig gestaltet: Die symmetrische Hauptfassade hat einen Mittelrisalit und ein natursteinsichtiges Erdgeschoss. Das Obergeschoss ist mit unterschiedlich farbigen Klinkern verkleidet. Die Fenster und das Portal haben Sandsteingewände. Das profilierte Traufgesims ist mit Wiederkehr an den Giebelseiten gestaltet, hier gibt es jeweils ein bzw. zwei weitere Zugänge, an der Westseite mit Außentreppe ins Obergeschoss. Der rückwärtige eingeschossige Kelterstubenanbau mit separatem Eingang ist in Fachwerkbauweise über massivem Sockel errichtet. 